# Analiza wartości
Analiza wartości to metoda postępowania, która zmierza do obniżenia kosztów produkcji określonego przedmiotu w przedsiębiorstwie bez obniżania ich jakości. Polega ona na analizie funkcji, cech użytkowych wyrobów oraz poszukiwaniu możliwości tańszego ich wytwarzania i poprawy funkcjonalności, poprzez usprawnienia technologiczne, konstrukcyjne, oszczędność i substytucję materiałów.

## Historia
Analiza wartości została stworzona pod koniec lat 40. XX w. przez L. Miles. W Europie zachodniej została wdrożona  na szeroką skalę w latach 60., a w Polsce na przełomie lat 60. i 70. Najszersze zastosowanie znalazła analiza wartości w przemyśle maszynowym, metalowym i elektrotechnicznym, w badaniach i rozwiązywaniach problemów organizacyjnych oraz procesów pracy.

## Etapy
1. Sprecyzowanie zadania – wybór przedmiotu badania, ustalenie celów i składu zespołu badawczego. Celem badania może być np. obniżenie kosztów.
2. Zebrania informacji – zgromadzenie informacji o kosztach produkcji badanego wyrobu.
3. Krytyczna analiza – odpowiedź na pytania: Jaki to wyrób? Jak funkcjonuje? Ile kosztuje? Czy spełnia oczekiwania producenta i użytkowników?
4. Wybór optymalnego rozwiązania – analiza porównawcza wariantów rozwiązania (wady i zalety).
5. Opracowanie projektu rozwiązania – wykonanie zestawień kosztów, rysunków itp.
6. Realizacja projektu- wprowadzanie w życie.